# LG 페이
LG 페이(LG Pay)는 사용자들이 호환 전화를 사용하여 결제할 수 있도록 LG전자가 제공하는 모바일 결제 및 전자지갑 서비스이다. 이 서비스는 근거리 무선 통신을 사용하여 비접촉 결제를 지원하지만, 자기 스트라이프 카드와 일반 비접촉식 카드만 지원하는 지급 단말기에서 비접촉 결제를 허용하는 무선 자기 통신을 포함하고 있다. LG 페이는 2017년 6월 2일 대한민국에서 출시됐으며, 2019년 7월 16일에 미국 시장에 진출했다. 그러나 2021년 4월 5일, LG전자가 26년만에 스마트폰 사업을 철수하기로 결정하면서 서비스가 종료되었다.

## 서비스
대한민국에서 LG 페이는 온라인 스토어 결제, 교통 카드 결제, 회원 카드에 사용할 수 있으며 선정된 은행의 ATM에서 돈을 인출하는데 쓸 수 있다. 신용 카드는 최대 10장, 포인트 카드는 최대 50장까지 등록하여 사용할 수 있다. 결제방식은 삼성 페이처럼 마그네틱 결제 방식(MST)과 근거리 무선 통신 방식(NFC)을 모두 지원한다.

## 역사
2016년 5월 19일, LG전자가 KB손해보험과 함께 진행한 LG 페이 MOU 체결식을 통해 LG 페이에 대한 정보가 공개되었다. 은행과 기업의 모든 카드 정보를 일반 신용 카드와 비슷한 하나의 물리적인 카드로 저장하는 화이트카드 시스템을 개발하고 밝혔고, 스마트폰 최초로 IC칩을 탑재한 결제 서비스가 될것이라고 밝혔다. 또한 LG 페이의 런칭을 2016년 9월을 목표로 한다고 발표했다. 2016년 9월, LG전자가 사용자 편의성을 높이는 작업을 진행한다는 이유로 출시를 2017년으로 연기했다.
2017년 2월 26일, MWC 2017에서 LG G6의 공개와 함께 LG 페이에 관한 소식이 전해졌다. 2017년 6월에 한국 시장 전용으로 LG G6에 선탑재되어 런칭한다고 밝혔다. 다만 기존의 화이트카드를 사용하는 결제 방식이 백지화되고, MST 방식의 결제 방식으로 변경되었다고 한다. 2017년 6월 1일, LG 페이가 한국 시장에 정식 런칭되었으며, 최종적으로 화이트카드를 사용하는 기존의 계획과는 달리 경쟁사의 삼성 페이와 같은 방향의 MST 결제 방식을 채택하는 계획으로 변경했다.
2018년부터 LG K 시리즈와 LG X 시리즈 같은 보급형 스마트폰에도 LG 페이를 적용한다고 밝혔다. 해외 시장 서비스는 2018년부터 미국 시장을 시작으로 확대할 계획이라고 한다.
2019년 5월 10일, LG전자는 LG V50 ThinQ의 출시와 함께 NFC(근거리 무선 통신) 결제 방식을 추가했다. MST 방식과는 달리 NFC 방식은 전원이 꺼져도 결제가 가능하다고 하며, 소프트웨어 업데이트를 통해 기능을 활성화할 수 있다고 한다. 2019년 7월 16일, 국내 시장에 이어 2번째 지원 국가인 미국 시장에 진출했다. 미국 시장에선 LG G8 ThinQ를 시작으로 이후에 출시된 제품에 LG페이를 적용한다고 밝혔다. 2019년 9월 10일, LG전자는 IBK 기업은행과 제휴를 맺고 관련 상품과 서비스들을 출시했다. LG 페이 앱에서 기업은행 입출금 계좌를 등록할 수 있게 되었다.
2021년 4월 5일, LG전자가 26년만에 스마트폰 사업을 철수하기로 결정하면서 LG페이를 비롯한 서비스의 존폐 여부가 불투명해졌다. 2021년 4월 8일, LG전자는 스마트폰 사업부의 철수와는 별개로 LG페이를 비롯한 기존 서비스를 최소 3년간 유지하겠다고 발표했다. 2021년 4월 15일, LG전자 북미 법인이 자사의 홈페이지를 통해 LG페이가 2021년 연내로 미국 시장에서 단계적으로 종료한다는 안내문을 발표했다.

## 지원 국가
| 국가     | 출시일          | 종료일                        |
| -------- | --------------- | ----------------------------- |
| 대한민국 | 2017년 6월 2일  | 2023년 6월 30일까지 지원 예정 |
| 미국     | 2019년 7월 16일 | 2021년 4월 5일                |

## 보안
LG 페이의 보안 기술은 LG 모바일 및 대한민국의 카드 기업들의 기술에 기반하고 있다. 신용 카드 정보는 안전한 토큰에 저장된다. 결제는 일회성 비밀번호, 지문 인식, 추후에는 3차원 안면 인식을 사용하여 인증이 필요하다.

## 지원 카드사
- 하나카드
- 신한카드
- 롯데카드
- BC카드
- 현대카드
- NH농협카드
- 삼성카드
- KB국민카드
- 카카오뱅크 카드
- 한국투자증권 카드

## 입출금 지원 은행 (사업철수로 인해 현재는 삼성페이로 대체)
- KB국민은행
- 신한은행
- 중소기업은행
- MG새마을금고

## 호환 기기

### 플래그십 스마트폰

#### V 시리즈
- LG V30 ThinQ
- LG V30+ ThinQ
- LG V30S ThinQ
- LG V30S+ ThinQ
- LG V35 ThinQ
- LG V40 ThinQ
- LG V50 ThinQ
- LG V50S ThinQ
- LG V60 ThinQ

#### G 시리즈
- LG G6
- LG G6 32GB
- LG G6+
- LG G7 ThinQ
- LG G7+ ThinQ
- LG G8 ThinQ
- LG G8X ThinQ

#### 펫네임 적용 스마트폰
- LG VELVET
- LG WING

### 보급/중급형 스마트폰

#### Q 시리즈
- LG Q7
- LG Q7+
- LG Q8 (2018)
- LG Q9
- LG Q60
- LG Q70
- LG Q51
- LG Q61
- LG Q92
- LG Q52

#### X 시리즈
- LG X4
- LG X4+
- LG X4 (2019)
- LG X5
- LG X6

## 같이 보기
- 구글 페이
- 애플 페이
- 삼성 페이
- 네이버페이
- 카카오페이
- SSG Pay
- L pay
- 페이팔
- 페이코
- 페이나우
- 마이크로소프트 페이